# Мир (объективы)
Мир — семейство широкоугольных фотографических объективов, разработанных и выпускавшихся в СССР. Представляют собой просветлённые анастигматы, содержащие от 5 до 9 линз.
Большинство объективов «Мир» обладают ретрофокусной конструкцией: их фокусное расстояние меньше, чем задний отрезок, что позволяет использовать их в качестве сменных для однообъективных зеркальных фотоаппаратов с подвижным зеркалом.

## Мир-1
Самый известный и наиболее массовый из объективов семейства. Выпускался в разных модификациях несколько десятилетий и пользовался постоянным спросом. Оптическая схема рассчитана в 1954 году авторским коллективом ГОИ под руководством Давида Волосова на основе объектива «Zeiss Flektogon 2,8/37», разработанного в ГДР Гарри Цёльнером. За счёт удачных конструктивных решений удалось уменьшить аберрации высших порядков, использовав вместо тяжёлых кронов немецкого прототипа более дешёвые сорта оптического стекла. Объектив первых выпусков «Мир-1» получил в 1958 году Гран-при на Всемирной выставке в Брюсселе «Экспо-58».

- «Мир-1В» (Вологда)
- «Мир-1В» в усовершенствованной оправе
- «Мир-1 Автомат»

«Мир-1» был первым советским ретрофокусным широкоугольником, выполненным по принципу «перевёрнутого телеобъектива» и пригодным для использования с однообъективными зеркальными фотоаппаратами. Предназначался прежде всего в качестве сменного для новейших на тот момент фотоаппаратов «Зенит» и несколько лет оставался в СССР самым широкоугольным объективом для зеркальных камер. Выпускались также варианты для телевизионных камер и другой аппаратуры. Основные модификации :
- «Мир-1» с креплением М39×1;
- «Мир-1 Автомат» с байонетом для зеркальных фотоаппаратов «Киев-10» и «Киев-15»;
- «Мир-1А» — со сменным хвостовиком-адаптером. После установки соответствующего адаптера мог применяться на фотоаппаратах с разными креплениями, в том числе М42×1;
- «Мир-1В» («Вологодский») — наиболее распространённый объектив из всей серии «Мир», выпускавшийся на ВОМЗ. В 1990-х годах оправа модернизирована, но устройство и оптические характеристики не изменились. Крепление — резьба М42×1;
- «Мир-1Ц» с байонетом «Ц» для зеркальных фотоаппаратов семейства «Зенит-4» с центральным залинзовым затвором;
- «Мир-1Ш» («Школьный») — отбракованные ОТК партии «Мир-1В», предназначенные для централизованного снабжения школьных фотокружков[5][6]. Резьба M42×1;

Оптическая схема «Мир» в дальнейшем применялась в самых разных объективах, которые объединял главный признак: все они были широкоугольными и предназначались для однообъективных зеркальных фотоаппаратов. За несколько десятилетий разработано более 20 объективов семейства «Мир».

## Характеристики объективов «Мир»
Точные значения фокусных расстояний не всегда совпадают с указанными на оправе и в инструкциях округлёнными цифрами и приводятся из каталога разработчика объективов ГОИ им. Вавилова.
| Модель  | Соединение                  | Фокусное расстояние | Светосила | Угловое поле |
| ------- | --------------------------- | ------------------- | --------- | ------------ |
| Мир-1   | М39×1, М42×1, Киев-Автомат  | 37,38 мм            | ƒ/2,8     | 60°          |
| Мир-1Т  |                             | 36,97 мм            | ƒ/2,8     | 58°          |
| Мир-2   |                             | 29 мм               | ƒ/2,8     | 52°          |
| Мир-3   | Байонет Б, Байонет В        | 66,1 мм             | ƒ/3,5     | 66°          |
| Мир-4   | М39×1                       | 29 мм               | ƒ/3,5     | 76°          |
| Мир-5   | М24×1                       | 28 мм               | ƒ/2,0     | 48°          |
| Мир-6   | М24×1                       | 28 мм               | ƒ/2,8     | 48°          |
| Мир-7   |                             | 26 мм               | ƒ/2,8     | 57°          |
| Мир-8   |                             | 15 мм               | ƒ/2,8     | 45°          |
| Мир-10  | М42×1                       | 28,02 мм            | ƒ/3,5     | 75°          |
| Мир-10Т |                             | 27,39 мм            | ƒ/3,5     | 73°          |
| Мир-11  |                             | 12,61 мм            | ƒ/2,0     | 54°          |
| Мир-14  | М39×1                       | 28 мм               | ƒ/3,5     | 84°          |
| Мир-20  | М42×1, Байонет F            | 20 мм               | ƒ/3,5     | 94°          |
| Мир-24  | М42×1, Байонет F            | 35 мм               | ƒ/2,0     | 66°          |
| Мир-25С | Байонет Д                   | 30 мм               | ƒ/3,5     | 54°          |
| Мир-26  | Байонет Б, Байонет В        | 45 мм               | ƒ/3,5     | 84°          |
| Мир-28Т |                             | 13,5 мм             | ƒ/2,0     |              |
| Мир-32  | М39×1                       | 24 мм               | ƒ/2,5     | 84°          |
| Мир-35  |                             | 30 мм               | ƒ/3,5     | 54°          |
| Мир-38  | Байонет Б, Байонет В        | 65 мм               | ƒ/3,5     | 66°          |
| Мир-41  |                             | 90 мм               | ƒ/5,6     | 52°          |
| Мир-46  | М42×1, Байонет K            | 35 мм               | ƒ/1,4     | 64°          |
| Мир-47  | М42×1, Байонет K, Байонет F | 20 мм               | ƒ/2,5     | 96°          |
| Мир-51  | М42×1                       | 15 мм               | ƒ/3,5     | 110°         |
| Мир-61  | Байонет K                   | 28 мм               | ƒ/2,8     | 75°          |
| Мир-64  | M42×1, Байонет K            | 20 мм               | ƒ/2,8     | 96°          |
| Мир-67Н | Байонет F                   | 35 мм               | ƒ/2,8     |              |
| Мир-69  | Байонет Б, Байонет В        | 45 мм               | ƒ/3,5     | 83°          |
| Мир-73Н | Байонет F                   | 20 мм               | ƒ/2,8     | 94°          |